# David Ovason
David Ovason es un escritor estadounidense que explora los temas de la astrología, la simbología, y el ocultismo. Es un especialista de las obras de Nostradamus.

## Obras
- The Secret Architecture of Our Nation's Capital: The Masons and the Building of Washington, D.C., 2002.
- The Secrets of Nostradamus: A Radical New Interpretation of the Master's Prophecies. 2002.
- The Secret Symbols of the Dollar Bill : A Closer Look at the Hidden Magic and Meaning of the Money You Use Every Day, 2004.
- The Two Children: A Study of the Two Jesus Children in Literature and Art, 2001.
- The Zelator: A Modern Initiate Explores the Ancient Mysteries, con Mark Hedsel, 2000.
- Book of the Eclipse, The: The Spiritual History of Eclipses and the Great Eclipse of '99, 1999.
- The History of the Horoscope, 2005
- Nostradamus: Prophecies for America, 2001.
- THE SECRET ZODIACS OF WASHINGTON DC : WAS THE CITY OF STARS PLANNED BY MASONS, 1999.
- The Zelator: The Secret Diary of a Modern Initiate by David Ovason, 1998.
- The Secrets of Nostradamus: 1998
- Los Secretos de Nostradamus: 1998 Traducción: Mariano Casas."La Interpretación definitiva de las famosas profecías